# Лісодуб (пам'ятка природи)
Лісоду́б — ботанічна пам'ятка природи місцевого значення в Україні. Розташована в межах Ківерцівського району Волинської області, неподалік від міста Ківерці. 
Площа 8,3 га. Статус надано згідно з рішенням облвиконкому № 226 від 31 жовтня 1991 року. Перебуває у віданні ДП «Ківерцівське ЛГ» (Ківерцівське л-во, кв. 93, вид. 3). 
Статус надано для збереження цінної ділянки лісу з високобонітетними насадженнями дуба черещатого віком 70 років, які належать до лісового генофонду області. 

## Галерея

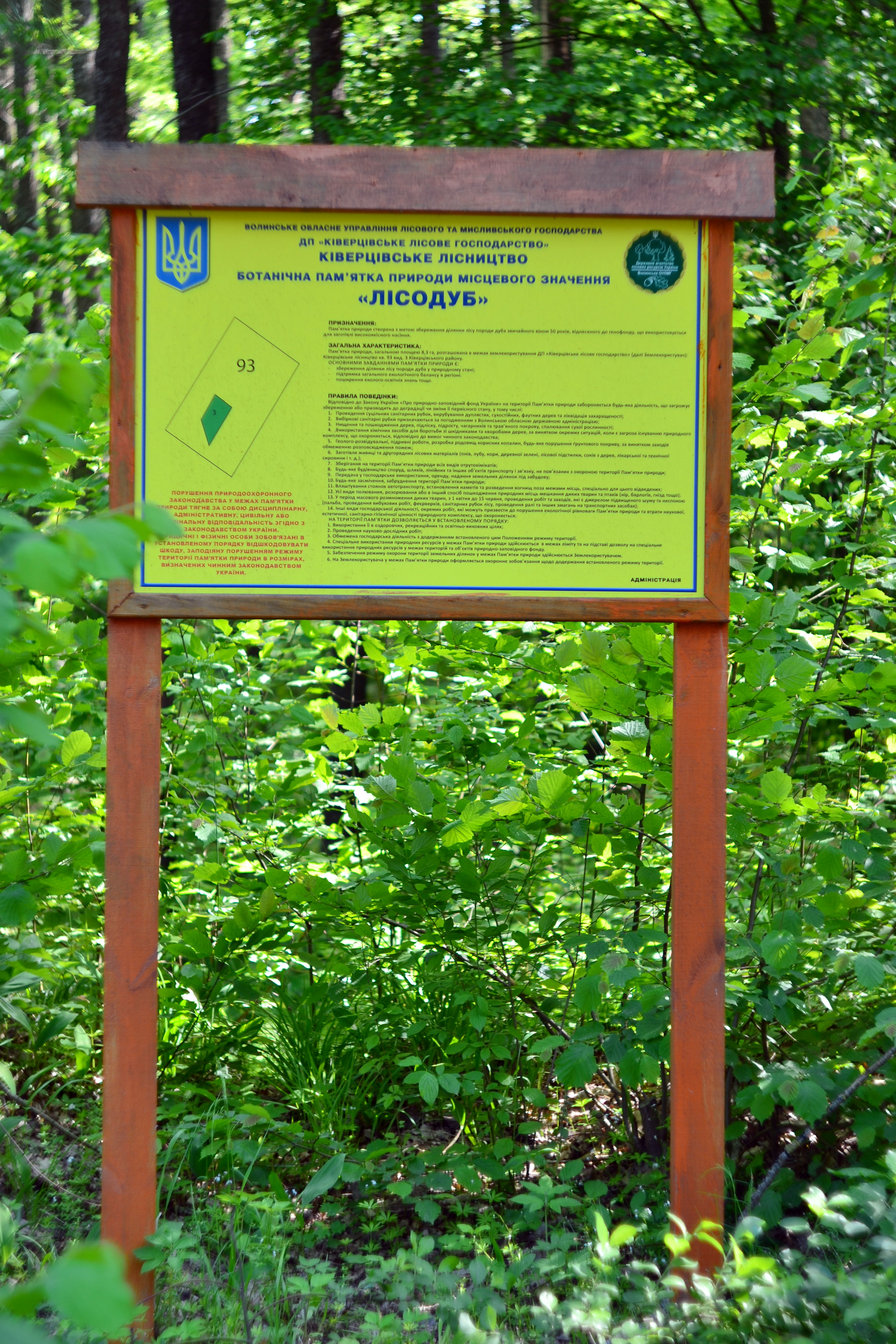
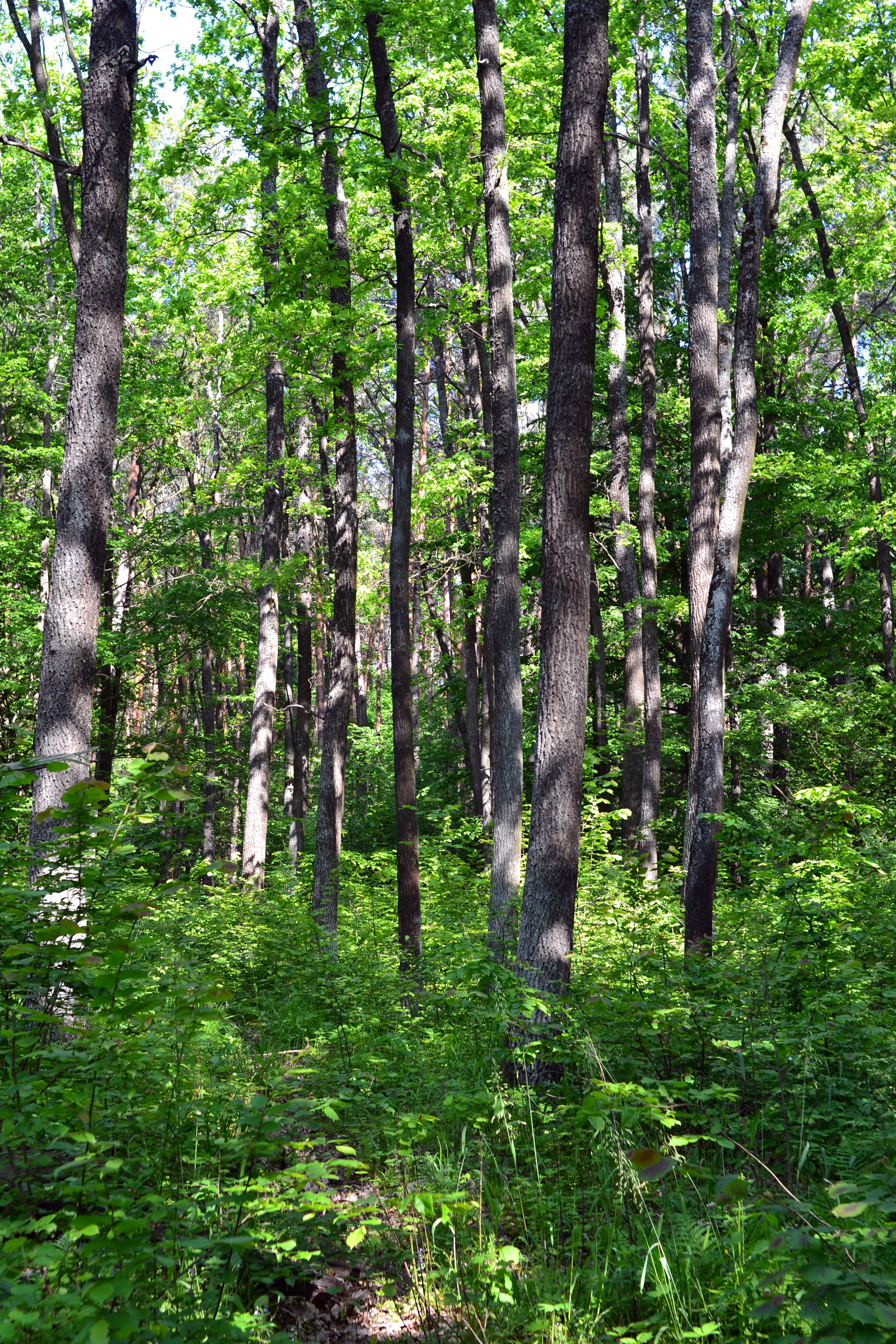
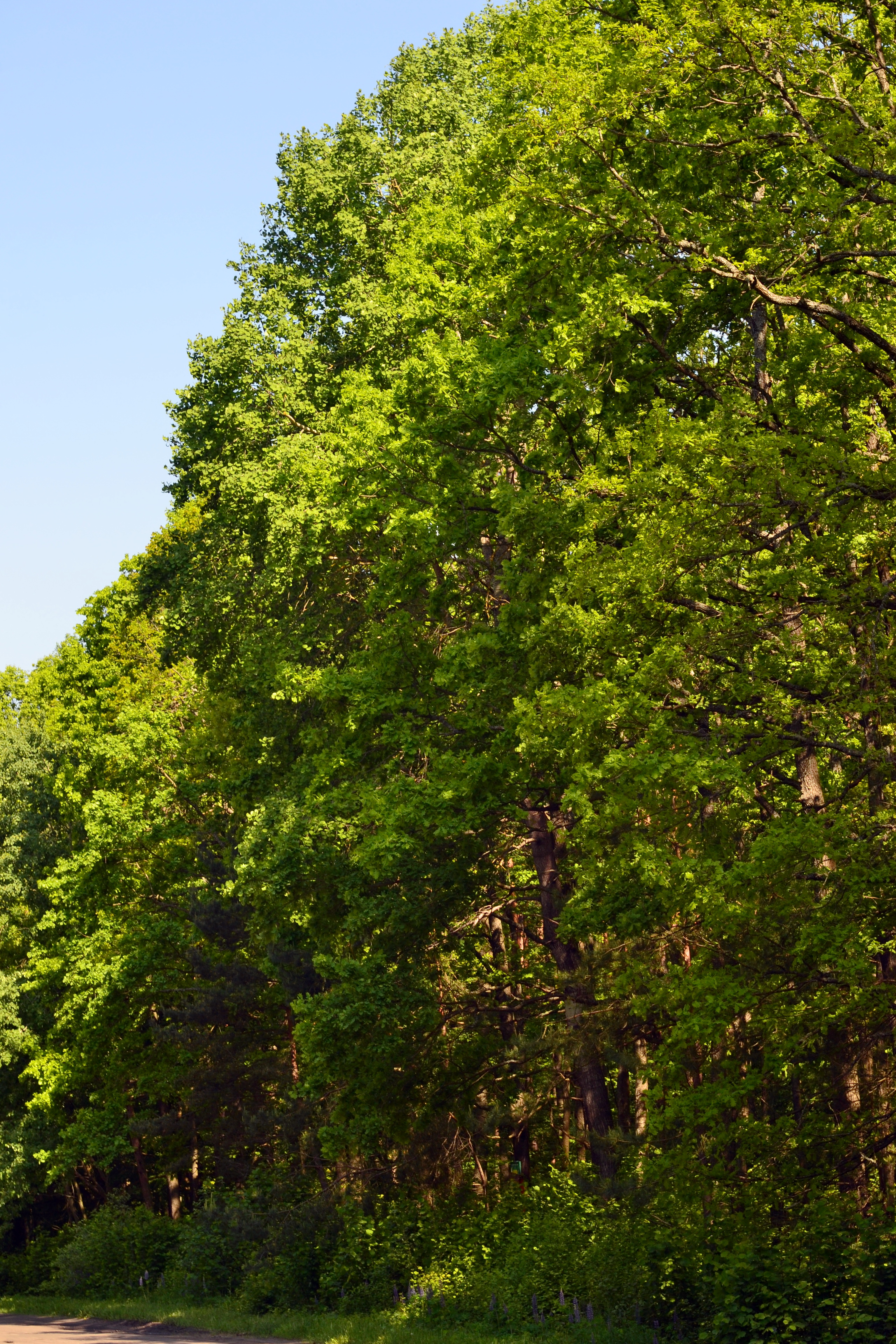
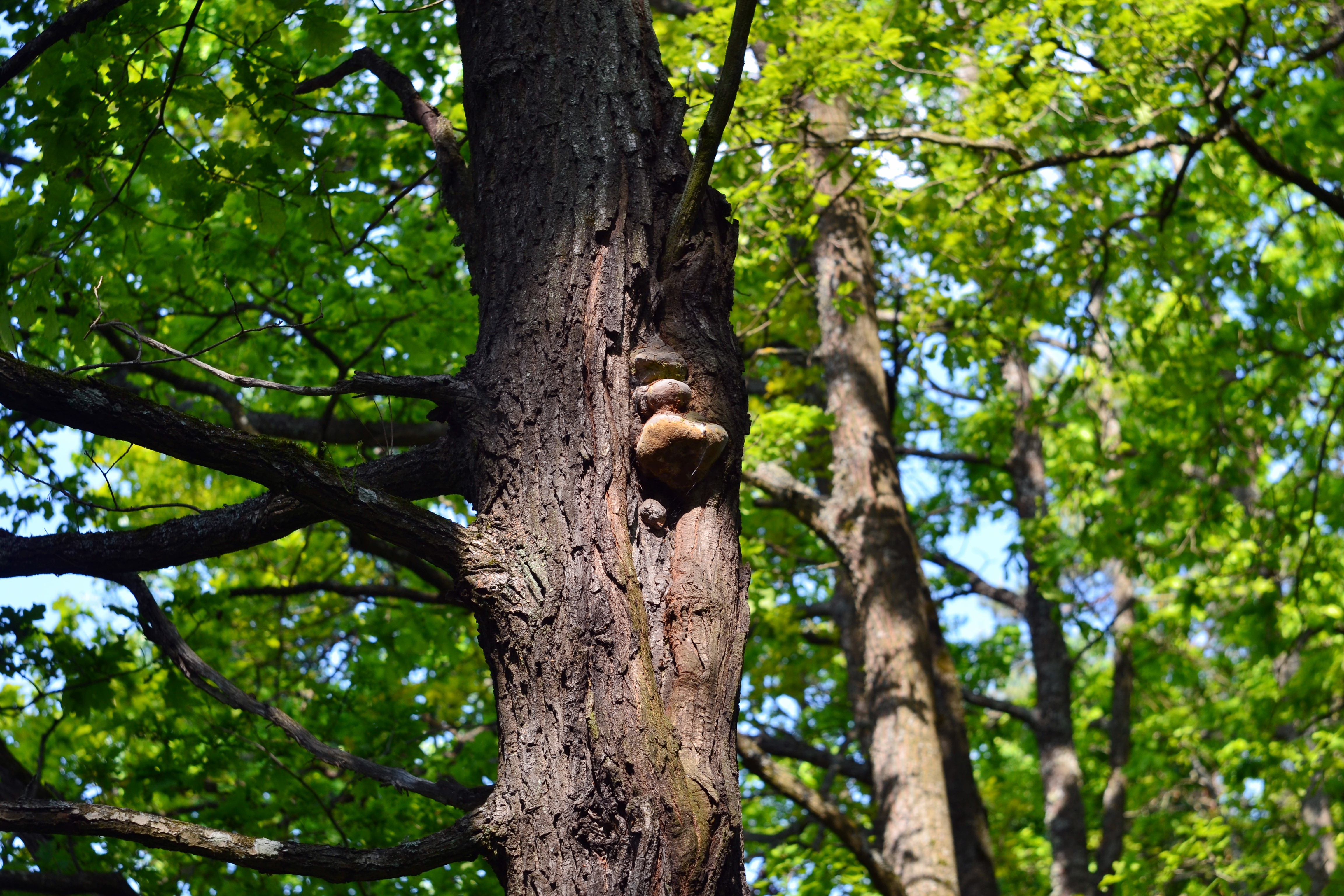
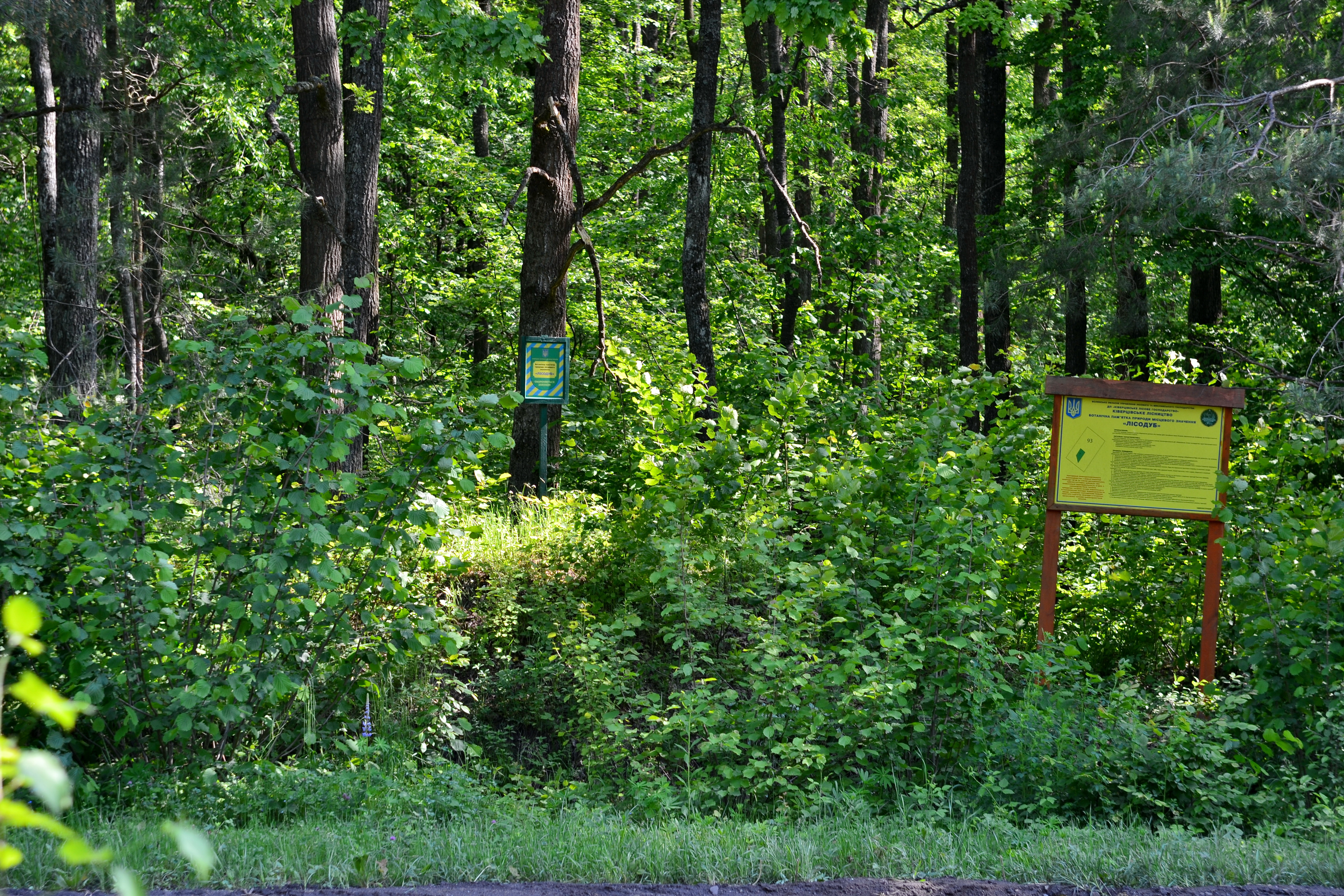